# Olaf Hirsch
Olaf Hirsch (* 30. Dezember 1960) ist ein ehemaliger deutscher Fußballspieler. Für den BFC Dynamo und den 1. FC Union Berlin spielte der Stürmer in der DDR-Oberliga, der höchsten Spielklasse des DDR-Fußball-Verbandes.

## Karriere
Olaf Hirsch bestritt ab Juli 1983 insgesamt drei Saisons für den BFC Dynamo und wurde sogleich in seiner ersten Saison Meister der DDR-Oberliga. Hirsch kam dabei dreimal zum Einsatz, ohne jedoch ein Tor zu erzielen. Sein Debüt im Europapokal der Landesmeister gab Hirsch in der darauffolgenden Saison im Hinspiel in der Achtelfinalpartie gegen den FK Austria Wien, das 3:3 endete. Mit dem BFC Dynamo verteidigte er bei elf eigenen Einsätzen und einem Tor außerdem den Meistertitel. So kam Hirsch zu seinem zweiten und letzten Einsatz im Europapokal der Landesmeister, erneut gegen den FK Austria Wien. Wie schon im Vorjahr schieden die Berliner, diesmal bereits in der ersten Runde, gegen Wien aus. In der Oberliga wurde Hirsch derweil zum dritten Mal in Folge Meister. Mit vier Einsätzen kam er ein weiteres Mal nicht über eine Reservistenrolle hinaus.
1986/87 wechselte Hirsch zum 1. FC Union Berlin, für den er in drei Saisons auf 61 Spiele in der Oberliga kam und dabei elf Tore erzielte. Sein erstes Spiel für Union bestritt er im Rahmen des Intertoto-Cups 1986 in der Begegnung gegen den FC Bayer 05 Uerdingen. In seinen ersten beiden Jahren mit Union beendete Hirsch die Oberliga jeweils noch auf dem elften Platz, ehe er 1988/89 schließlich mit der Mannschaft Letzter wurde und damit abstieg. Trainer Karsten Heine suspendierte nach der Partie gegen die BSG Sachsenring Zwickau Hirsch und Steffen Enge, woraufhin Enge zur zweiten Mannschaft versetzt wurde und Hirsch noch im März 1989 den Verein in Richtung BSG Rotation verließ und dort in der A-Staffel der DDR-Fußball-Liga spielte.
1989/90 belegte Hirsch mit Rotation den dritten Platz der A-Staffel der DDR-Liga und mit 18 Toren auch den dritten Platz in der Torschützenliste. In der Sommerpause stand ein Wechsel zum Eisenhüttenstädter FC Stahl zur Diskussion, der sich jedoch zerschlug, sodass Hirsch weiter für Rotation spielte. Er wurde 1990/91 Torschützenkönig der Liga und schloss die Saison mit der Mannschaft auf Rang drei der A-Staffel ab. Nach der Saison wechselte er zu TeBe Berlin, die die Meisterschaft der Fußball-Oberliga Berlin 1990/91 gewonnen hatten. Hirsch kam in der Aufstiegsrunde zur 2. Bundesliga erstmals für die Berliner zum Einsatz, mit nur einem Sieg belegte TeBe Berlin jedoch den letzten Platz unter den fünf angetretenen Mannschaften. Hirsch bestritt zwei Saisons bei TeBe Berlin und spielte anschließend eine Saison für den Spandauer SV, anderthalb Saisons für den SC Union 06 Berlin sowie eine Rückrunde für den BFC Preußen.